# ヘンダーソンクイナ
ヘンダーソンクイナ（Porzana atra）は、ツル目クイナ科ヒメクイナ属に分類される鳥類。

## 分布
イギリス（ヘンダーソン島）固有種

## 形態
全長18cm。全身は灰色の光沢がある黒色の羽毛で被われる。
虹彩は赤い。嘴の色彩は黄緑色で、先端が黒い。後肢の色彩は赤い。
幼鳥は下面が灰色の羽毛で被われる。

## 生態
森林に生息する。平均1ヘクタールの縄張りを形成して生活する。飛翔することができない。
食性は動物食で、線虫、陸棲の貝類、昆虫、爬虫類の卵などを食べる。
繁殖形態は卵生。7-翌1月に直径20cmに達する木の葉を組み合わせた皿状の巣を主にオスが作り、1回に2-3個の卵を産む。雌雄交代で抱卵し、抱卵期間は約21日。

## 人間との関係
生息数は安定していると考えられているが、人為的に移入されたネズミによる捕食などによる生息数の減少が懸念されている。1992年における生息数は約6,200羽と推定されている。